# I-dle
i-dle (em coreano: 아이들; romaniz.: Aideul; estilizado em letras minúsculas), anteriormente conhecido como (G)I-dle, é um girl group multinacional sul-coreano formado pela Cube Entertainment. O grupo é composto atualmente por cinco integrantes: Miyeon, Minnie, Soyeon, Yuqi e Shuhua. Em 2 de maio de 2018, o grupo estreou com seu primeiro extended play, intitulado I Am com a faixa-título "Latata". Em 31 de julho de 2019, o grupo estreou no Japão sob a "U-Cube", com a versão japonesa do single "Latata".
Em 2018, o grupo foi apelidado de "rookies monstros" e foi considerado um dos girl groups sul-coreanos de maior sucesso originados fora das "Big 3", (as três grandes) gravadoras. Desde sua estreia, o grupo lançou seis extended plays e oito singles, que incluem: "Latata", "Hann (Alone)", "Senorita", "Uh-Oh", "Lion", "Oh My God", "Dumdi Dumdi" e "Hwaa".
Relativamente incomum para um grupo feminino de K-pop, o i-dle está diretamente envolvido na criação e produção da sua música. Em particular, Soyeon escreveu, co-escreveu e co-produziu a maioria dos lançamentos das faixas-título do grupo, com Minnie e Yuqi também co-escrevendo um número significativo das canções dos álbuns. Em conjunto com o lançamento de seu terceiro EP, "I Trust", em 2020, o grupo assinou com a Republic Records, uma gravadora norte-americana, para buscar uma expansão para o mercado dos EUA. Após seu lançamento, o grupo estabeleceu o maior recorde para um grupo feminino sul-coreano, liderando a parada de álbuns do iTunes e o quarto grupo feminino a vender 100 mil cópias na primeira semana de vendas. Seu single álbum de 2020, "Dumdi Dumdi", quebrou o recorde de vendas de um single álbum, tornando-se o segundo single álbum de grupo feminino mais vendido de todos os tempos. i-dle também se tornou o primeiro grupo de k-pop a ser entrevistado pela Forbes China.

## Nome
Em uma entrevista ao The Star, a líder do grupo, Soyeon, revelou que o nome "Idle" (아이들) lhe ocorreu quando ela estava compondo "Idle Song". Ela mandou para a empresa e o nome foi formalizado após passar pela competição da empresa. No entanto, houve reações mistas na Coreia do Sul e no mundo, porque "아이들" (aideul, em coreano) significa "crianças" e "idle" (ocioso, em inglês), se refere a alguém que evita trabalhar. Consequentemente, o grupo foi renomeado para (G)I-DLE, com o "I" representando individualidade; o hífen, para mostrar que o nome foi dividido em duas partes; e "DLE" (deul, em coreano), como a forma plural de "I" em coreano, significando um grupo de seis personalidades diferentes reunidas. Quando o nome é mencionado verbalmente, o "G" entre parênteses não é incluído. Em 2025, (G)I-DLE se tornou i-dle em sua transmissão ao vivo do aniversário de 7 anos do grupo, representando o (G) como a Soojin.

## História

### Pré-estreia
Soyeon era uma trainee que representou a Cube Entertainment no programa de sobrevivência Produce 101, chegando ao 10º lugar no quinto episódio. No entanto, ela acabou não se tornando membro do grupo feminino final, I.O.I. Soyeon também competiu na terceira temporada do reality show de sobrevivência de rap Unpretty Rapstar, terminando como vice-campeã. Mais tarde, ela estreou como solista, lançando dois singles digitais: "Jelly" e "Idle Song".
Miyeon já havia treinado na YG Entertainment, entre 2010 e 2015, deixando a empresa após complicações desconhecidas relacionadas à sua estreia, mas se especula que ela viria a ser uma das integrantes do BLACKPINK, mas veio a ser cortada do grupo final. Ela então frequentou uma academia vocal. Soojin foi trainee da DN Entertainment em 2015, e treinou como membro do grupo feminino "Vividiva", sob o nome artístico de N.NA, mas saiu antes da estreia do grupo. Minnie apareceu no álbum Dance Party do Line Friends, lançado em novembro de 2017.
Em 5 de abril de 2018, a Cube Entertainment revelou o nome de seu próximo grupo feminino, (G)I-DLE. Antes da data de estreia, a empresa revelou as integrantes ao público, através de uma apresentação de dança de rua do Dingo Music, em Hongdae, Seul. O vídeo da apresentação excedeu dois milhões de visualizações no YouTube em menos de três semanas após a data de envio (15 de abril de 2018).

### 2018: Estreia comI Ame "Hann (Alone)"

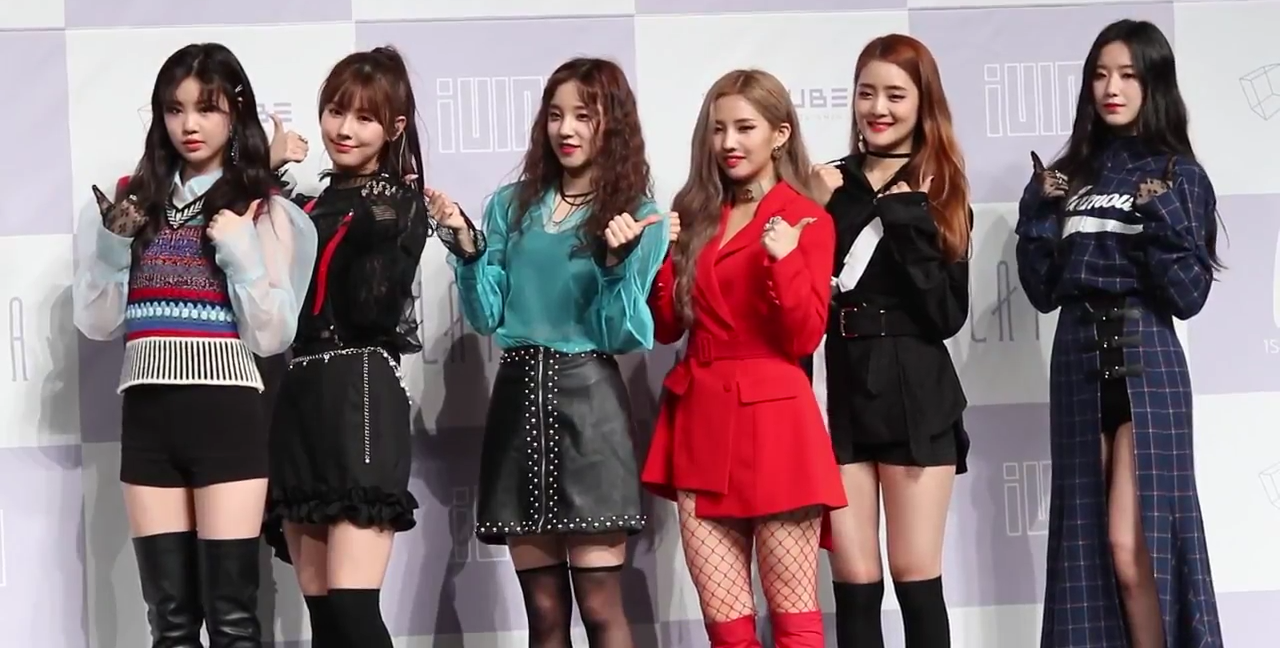
(G)I-dle no showcase do EP I Am, em 2 de maio de 2018.

(G)I-DLE lançou seu primeiro EP, "I Am", em 2 de maio de 2018, com o single principal "Latata". O videoclipe de "Latata" ultrapassou 5,9 milhões de visualizações na primeira semana. O EP estreou na posição 13º na Gaon Album Chart, emitida em 10 de maio. I Am estreou na 7ª posição, e alcançou a 5ª posição na World Albums da Billboard, em 9 de maio. Uma semana após o lançamento, "Latata" estreou na posição 35º na Gaon Digital Chart, em 17 de maio. i-dle recebeu sua primeira vitória em um programa musical no The Show, da SBS MTV, em 22 de maio, vinte dias após sua estreia. Em 5 de junho, elas fizeram sua estreia na Billboard Social 50 Chart, chegando ao número 36.
Em junho, uma pesquisa foi realizada entre 35 participantes da indústria musical sul-coreana, onde o i-dle foi eleito na categoria "Próxima Geração de K-pop", com 39 pontos no geral. Em 6 de agosto, i-dle realizou um pequeno concerto e gravou uma apresentação flash mob de "Latata" na Times Square e no Washington Square Park.
Em 14 de agosto, o primeiro single digital de i-dle, "Hann (Alone)", foi lançado. Em 12 horas, o videoclipe ultrapassou 2 milhões de visualizações no YouTube. "Hann" liderou as paradas musicais nacionais, incluindo Bugs, Genie e Olleh Music em 16 de agosto, e alcançou o segundo lugar na parada World Digital Song Sales da Billboard. Elas receberam sua primeira vitória no programa musical Show Champion em 29 de agosto por "Hann". Em setembro, o grupo fez sua primeira aparição no KCON na Tailândia.
Em novembro, a Riot Games lançou uma música chamada "Pop/Stars", que forneceu os vocais de Soyeon e Miyeon, juntamente com as cantoras americanas Madison Beer e Jaira Burns sob um girl group virtual chamado K/DA, que apresentava Soyeon e Miyeon como Akali e Ahri, respectivamente. Elas apresentaram o single no Campeonato Mundial de League of Legends junto com Beer e Burns e alcançou o número um na parada World Digital Sales da Billboard.
Ao longo do resto de 2018, (G)I-dle ganhou vários prêmios de revelação em grandes premiações musicais coreanas de fim de ano, incluindo Asia Artist Awards, Gaon Chart Music Awards, Genie Music Awards, Golden Disc Awards, Korea Popular Music Awards e Melon Music Awards.

### 2019:IMade, "Uh-Oh", estreia japonesa eQueendom

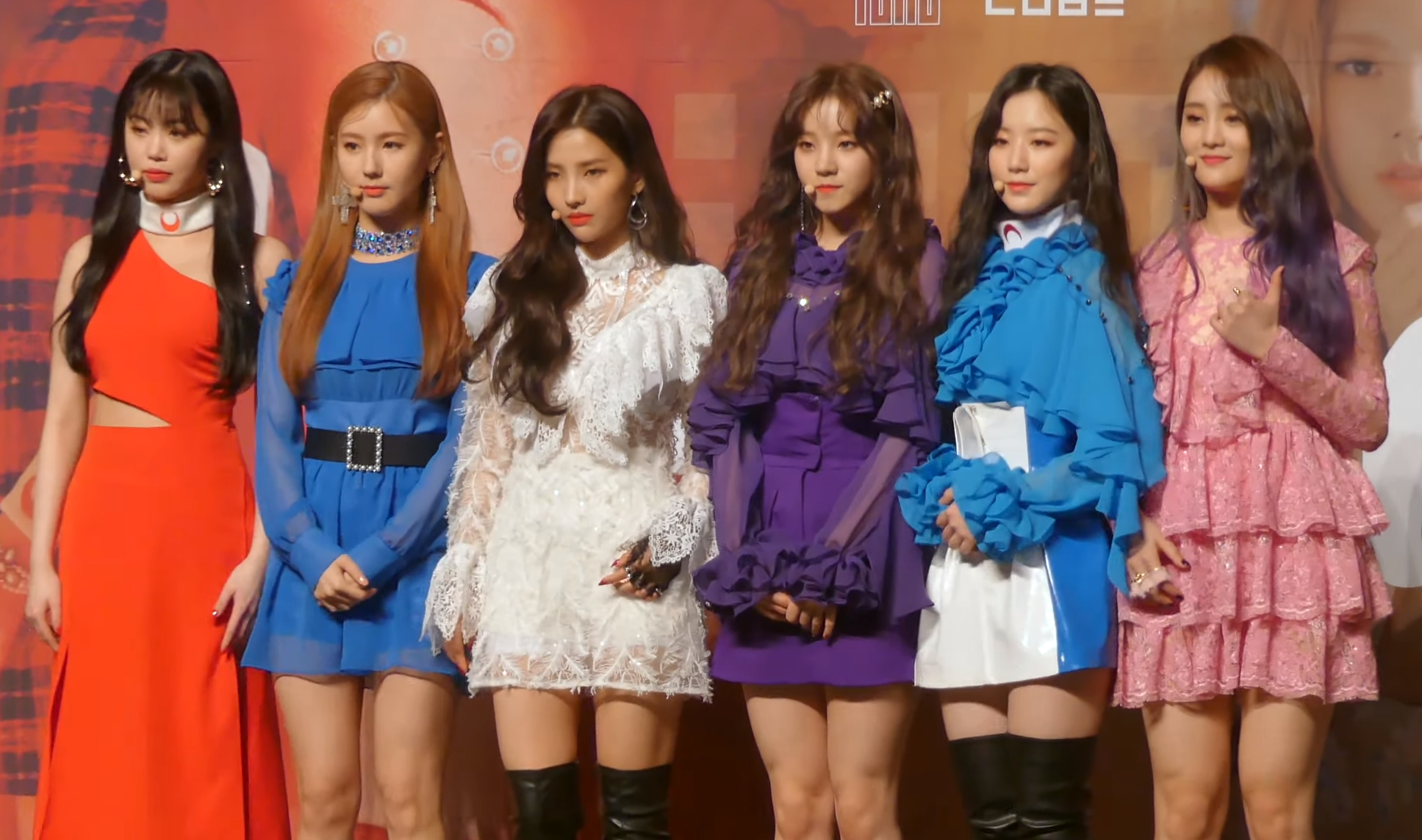
(G)I-dle no showcase do EP I Made, em fevereiro de 2019.

i-dle lançou seu segundo EP, I Made, em 26 de fevereiro de 2019. O EP contém cinco canções, incluindo o single principal "Senorita", escrito e composto por Soyeon e Big Sancho. Em 26 de junho, i-dle lançou seu segundo single digital, "Uh-Oh". A música ficou em 22º lugar no NetEase Cloud Music China no primeiro semestre de 2019, tornando-as o único grupo de K-pop a entrar na parada.
Em julho, i-dle realizou sua primeira apresentação nos EUA durante o festival de música e a convenção anual KCON no Javits Center, em Nova Iorque. Posteriormente, elas realizaram uma apresentação ao vivo no Mainabi Blitz Akasaka em 23 de julho. O showcase vendeu mais de 1.000 ingressos com 1.500 participantes. Foi relatado que cerca de 15.000 se inscreveram para comparecer, mas devido ao limite de capacidade do local, alguns não puderam comparecer. Em 31 de julho, i-dle estreou no mercado japonês com o lançamento de seu EP Latata. Em 19 de agosto, i-dle e a marca de maquiagem Kate colaboraram para lançar um videoclipe spin-off de "Latata (Japanese ver.)".
i-dle posteriormente participou de um reality show de sobrevivência de girl group criado pela Mnet, Queendom. Na primeira rodada preliminar, i-dle terminou em primeiro lugar após realizar "Latata" re-imaginado com um conceito de xamanismo. A introdução da apresentação, o "encantamento" tailandês de Minnie, foram bem recebidos e se tornaram um assunto quente entre os fãs coreanos e tailandeses. Na segunda rodada preliminar, i-dle reinterpretou "Fire" de 2NE1, terminando em último lugar. Em setembro, foi relatado que a Cube faria parceria com e2PR e Comunicações Estratégicas para estabelecer uma nova equipe de promoção para lidar com as relações públicas internacionais de i-dle. Naquele mesmo mês, o grupo realizou seu primeiro encontro de fãs, Welcome to the Neverland, no Yes24 Live Hall em Seul. Os ingressos para o show esgotaram em dois minutos.

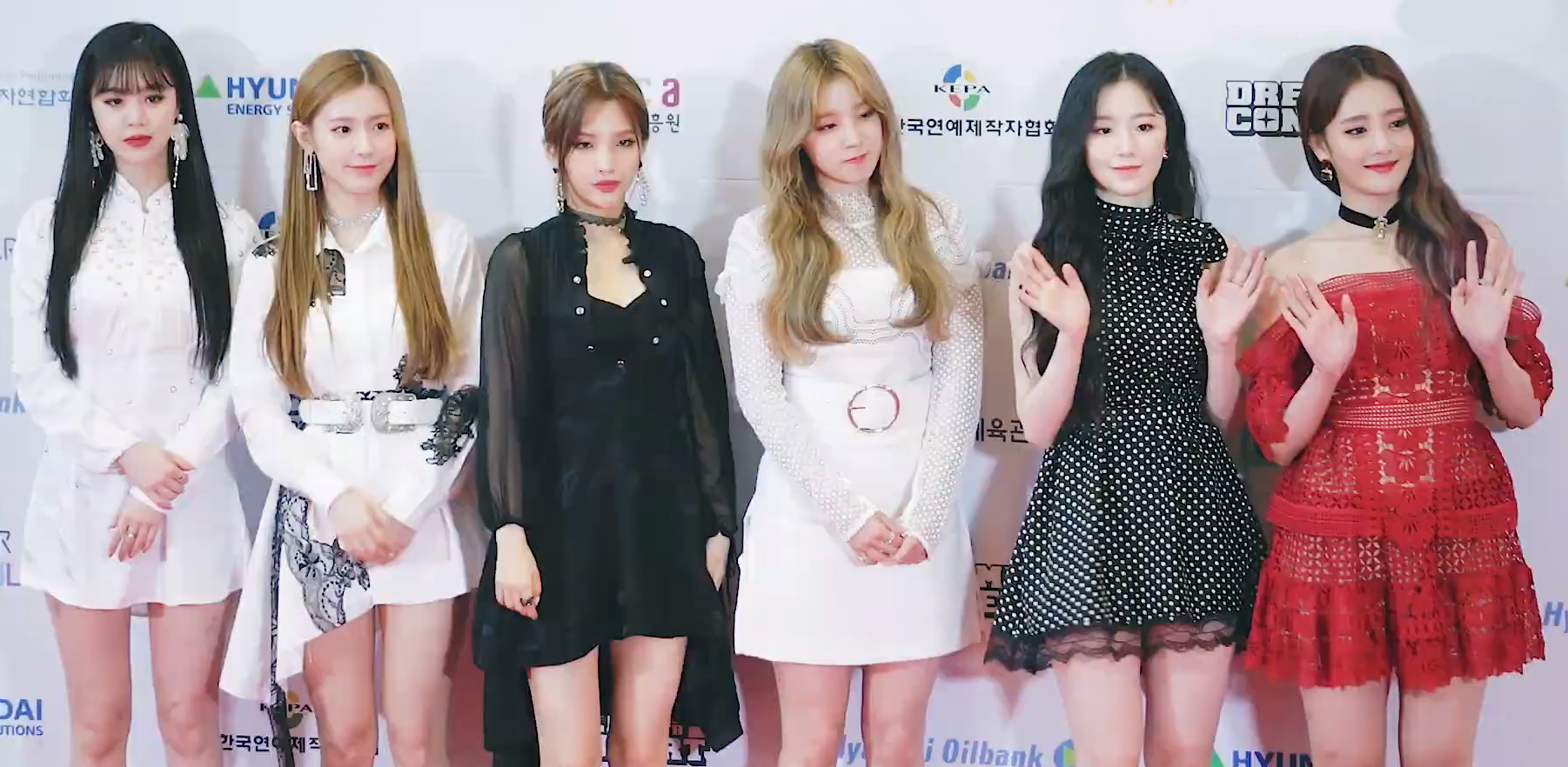
(G)I-dle no Dream Concert, em maio de 2019.

Em 4 de outubro, i-dle se apresentou pela primeira vez como atração principal no Spotify On Stage Jakarta. Elas foram um dos seis atos, incluindo Rich Brian, Ateez e outros. Em 5 de outubro, o grupo apareceu no Immortal Songs 2, um reality show de competição de canto da KBS. Isso marcou a primeira aparição do grupo no programa. Elas apresentaram uma versão de "Sad Dream" do Koyote como parte do 20º aniversário do grupo. i-dle apresentou "Put It Straight (Nightmare Version)" para a rodada Fan-dora's Box de Queendom. A apresentação alcançou um milhão de visualizações após quatorze horas de lançamento e ficou em quarto lugar na rodada. Em 25 de outubro, (i-dle lançou "Lion" como parte do EP Queendom Final Comeback. Em novembro de 2019, as apresentações ao vivo de "Latata" e "Fire" ultrapassaram 11 e 13 milhões de visualizações, respectivamente. i-dle terminou o reality show em terceiro lugar. "Lion" se tornou um grande sucesso depois de ganhar popularidade em seu conceito de palco de The Queen's Royal Welcome, reentrando nas paradas em tempo real de vários sites de música. Um videoclipe para ele foi lançado em 4 de novembro. O vídeo ultrapassou cinco milhões de visualizações em dois dias. A música estreou na 13ª posição no World Digital Song Sales e alcançou a posição 5. Simultaneamente, o single subiu 89 posições, chegando ao 19º lugar na Gaon Digital Chart e liderando a parada QQ Music Korean Song da China por duas semanas consecutivas. Em 21 de dezembro, i-dle apresentou seus singles de sucesso no 2020 Tainan Christmas & New Year Party Party em Tainan, Taiwan. Sua apresentação foi registrada como a maior maré do evento, com uma aparição de 80.000 pessoas.

### 2020:I Trust, concerto online de I-Land: Who Am I, "I'm The Trend",Dumdi DumdieOh My God

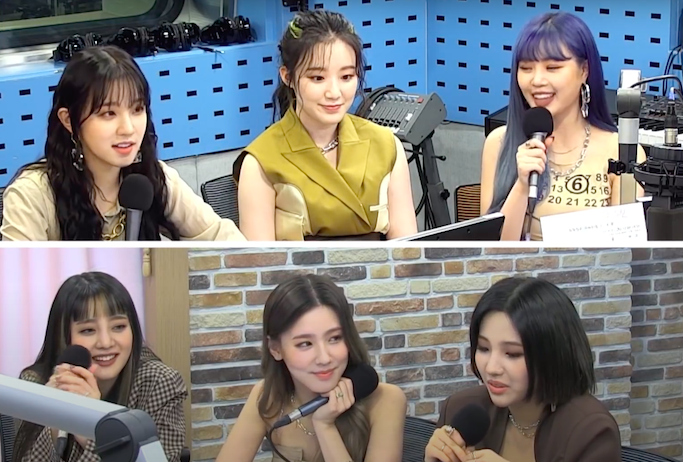
(G)I-dle na SBS Power FM para as promoções de "Oh My God", em abril de 2020.

Em 28 de janeiro, o grupo anunciou sua primeira turnê mundial I-Land: Who Am I, que abrangeria 32 cidades diferentes ao redor do mundo. Mais tarde, foi anunciado o início do show em Bangkok e o projeto de lançamento do novo álbum em meados de março foi adiado em resposta à pandemia de COVID-19, para garantir a saúde e segurança dos artistas, fãs e equipe. Em 31 de janeiro, o grupo apareceu no Two Yoo Project Sugar Man 3 para apresentar a canção "Show", composta por Minnie e rearranjada por Kim Won-jun.
Em 26 de março, i-dle foi anunciado como parte da programação do Twitch Stream Aid 2020, agendado para 28 de março. A transmissão ao vivo foi um concerto de caridade de 12 horas com o objetivo de arrecadar dinheiro para o alívio do COVID-19. Elas foram o primeiro grupo feminino de K-pop a participar.
Em 6 de abril, o grupo lançou seu terceiro EP intitulado I Trust com "Oh My God" como single principal. O álbum consiste em cinco canções, incluindo uma versão em inglês da faixa-título. Em conjunto com o lançamento de I Trust, i-dle assinou com a Republic Records para ajudar a destacar e empurrar sua individualidade para o mercado dos EUA. O álbum teve mais de 91.311 pré-vendas, tornando-se seu EP mais pré-vendido, e se tornou seu álbum mais vendido ao vender 100.000 cópias físicas em três dias. I Trust estreou no topo da Gaon Album Chart tornando-se o primeiro álbum número um de i-dle na Coreia do Sul e alcançou a posição mais alta de todos os tempos na parada World Albums da Billboard no número quatro, e estabeleceu o maior recorde para um girl group sul-coreano no topo da parada de álbuns do iTunes em 62 países em todo o mundo. O videoclipe de "Oh My God" quebrou seu recorde pessoal ao acumular 17 milhões de visualizações no primeiro dia de lançamento, e foi nomeado para o MTV Video Music Award 2020 para Melhor Video K-Pop. A canção também marcou a primeira vez que o grupo apareceu no Scottish Singles Chart e alcançou a posição 97, tornando-se apenas o terceiro ato de K-pop e o segundo ato feminino a aparecer na parada. As promoções ao vivo de i-dle para "Oh My God" ganharam quatro prêmios em programas musicais, incluindo sua primeira vitória de transmissão pública de grand slam no Music Bank da KBS, Inkigayo da SBS e Show! Music Core da MBC. Em 6 de maio, i-dle entrou no Top 25 Breakthrough da Rolling Stone como o único grupo de K-pop a chegar ao top 20 no mês de abril, com um crescimento de unidade de 3,3 milhões e mais de 5,5 milhões no total de streams de áudio sob demanda nos EUA.
Em maio, i-dle lançou a versão oficial em inglês de sua música de estreia "Latata" em 15 de maio. Em 31 de maio, o grupo anunciou que se juntaria à formação de 32 artistas no KCON:TACT 2020 Summer em 23 de junho. O grupo esperava lançar dois álbuns no segundo semestre do ano, incluindo um single digital, de acordo com um pesquisador da EBest Investment & Securities Co., Ltd. i-dle realizou I-Land: Who Am I como um show online pay-per-view agendado para 5 de julho, em vez do que teria sido sua primeira turnê mundial. Elas apresentaram canções de seu álbum de estreia, bem como "I'm the Trend", composta por Minnie e Yuqi, com uma audiência ao vivo de 11.000 espectadores em tempo real. Posteriormente, o grupo lançou o single digital, junto com seu videoclipe em 7 de julho como um presente especial para seus fãs.
Em 3 de agosto, i-dle lançou seu primeiro single álbum, Dumdi Dumdi, com um single principal de mesmo nome. Com este lançamento, Dumdi Dumdi foi classificado como o segundo single álbum de girl group mais vendido da história, com 94.587 vendas iniciais. No entanto, a canção teve uma ascensão lenta nas paradas da Gaon e Billboard. Ela estreou nos números 27 e 15 na Gaon Digital Chart e na parada World Digital Song Sales da Billboard, e mais tarde atingiu o pico nos números 8 e 13, respectivamente. No iTunes, a música ficou no topo em 42 regiões do mundo. O videoclipe de "Dumdi Dumdi" obteve mais de 17,6 milhões de visualizações em um único dia, quebrando seu recorde anterior com "Oh My God". O grupo terminou as promoções ganhando o primeiro lugar por duas semanas consecutivas no Show Champion, M Countdown e Inkigayo, tornando-se a faixa-título com mais vitórias do grupo. Em 26 de agosto, elas fizeram seu primeiro retorno japonês com o lançamento de seu segundo extended play, Oh My God, junto com a versão japonesa de "Oh My God", "Uh-Oh", "Senorita", "Dumdi Dumdi" e uma faixa japonesa original intitulada "Tung Tung (Empty)", que foi composta por Minnie. Em 27 de agosto, i-dle retomou seus papéis como Akali e Ahri em K/DA para a canção "The Baddest" com as cantoras americanas Bea Miller e Wolftyla. Também foi anunciado que elas estariam na faixa-título "More" com a formação original Beer e Burns junto com a cantora chinesa Lexie Liu, lançada em 28 de outubro. Ambas as canções alcançaram o primeiro lugar na World Digital Song Sales da Billboard, e foram incluídas no primeiro EP de K/DA, All Out.
Em novembro, i-dle realizou um encontro de fãs online chamado GBC in the Neverland através da Global Interpark. "GBC" é o título abreviado de "(G)I-dle Broadcast Club".

### 2021:I Burn, "Last Dance" e saída da Soojin

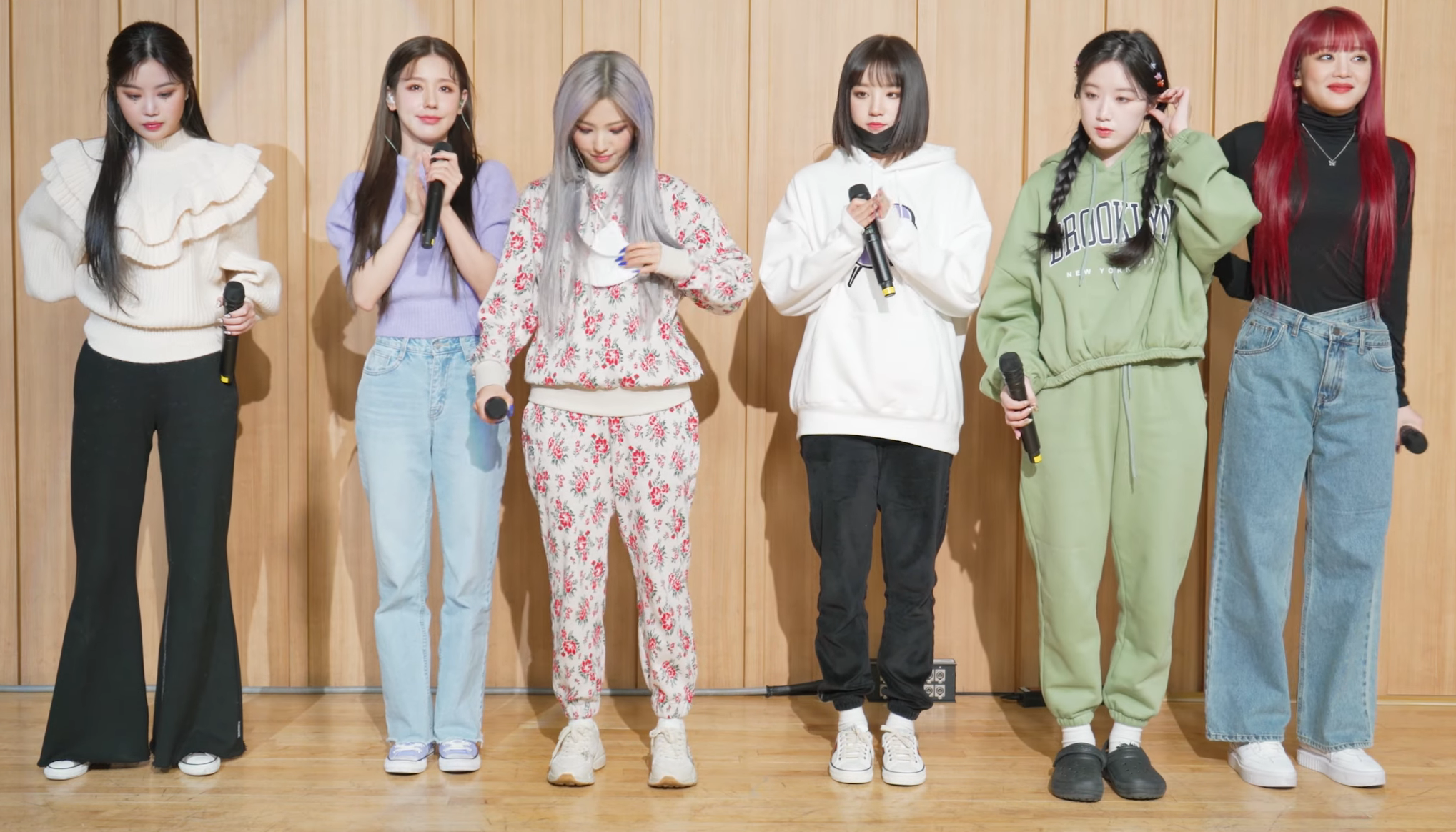
(G)I-dle performing "Hwaa" live at SBS Power FM's Cultwo Show on January 14, 2021.

Em 11 de janeiro, o grupo lançou seu quarto EP, I Burn, com seu single principal, "Hwaa". De acordo com a Hanteo Chart, I Burn estreou em primeiro lugar na parada de álbuns diária com 75.510 cópias vendidas. O álbum também estreou no topo da Gaon Retail Album Chart com 59.086 cópias vendidas. O videoclipe de "Hwaa" teve 10 milhões de visualizações no YouTube em 29 horas depois de chegar ao site de streaming. Dois dias depois, o álbum foi relatado para estar nas paradas de álbuns do iTunes em 51 países, incluindo Holanda, Nova Zelândia, Canadá, Rússia, Brasil, Itália e Finlândia. Pela primeira vez desde sua estreia em 2018, todas as músicas de I Burn foram incluídas nas paradas do Melon. "Hwaa" liderou as paradas domésticas e alcançou sucesso comercial nas paradas da Billboard, alcançando o 5º lugar na K-pop Hot 100 e o 8º na World Digital Songs. Além disso, "Hwaa" alcançou 10 vitórias em programas musicais, a maior desde sua estreia em 2018. i-dle também recebeu a tripla coroa com seu novo single principal, "Hwaa".
Em 27 de janeiro, i-dle lançou a versão oficial em inglês e chinês da faixa-título do novo EP, "Hwaa". Os créditos de composição da versão chinesa de "Hwaa" foram dados a Yuqi, que é a integrante chinesa do grupo. Em 5 de fevereiro, i-dle lançou uma versão remixada de "Hwaa" por Dimitri Vegas & Like Mike. Seria a primeira colaboração da grupo com artistas estrangeiros.
Em 4 de março, foi anunciado que Soojin suspenderia temporariamente todas as atividades após supostas acusações de bullying por ex-colegas de classe.
Em 19 de abril, i-dle juntamente com a Universe anunciaram que lançarão uma nova música chamada "Last Dance" como um grupo de cinco integrantes após discutir com a Cube Entertainment para minimizar a exposição de Soojin devido a alegações de bullying.
Em 14 de agosto de 2021, a Cube Entertainment anunciou que Soojin saiu do grupo. i-dle continuará a se promover como um grupo de cinco membros depois disso.

### 2022:I Never Die, primeira tour mundial eI Love

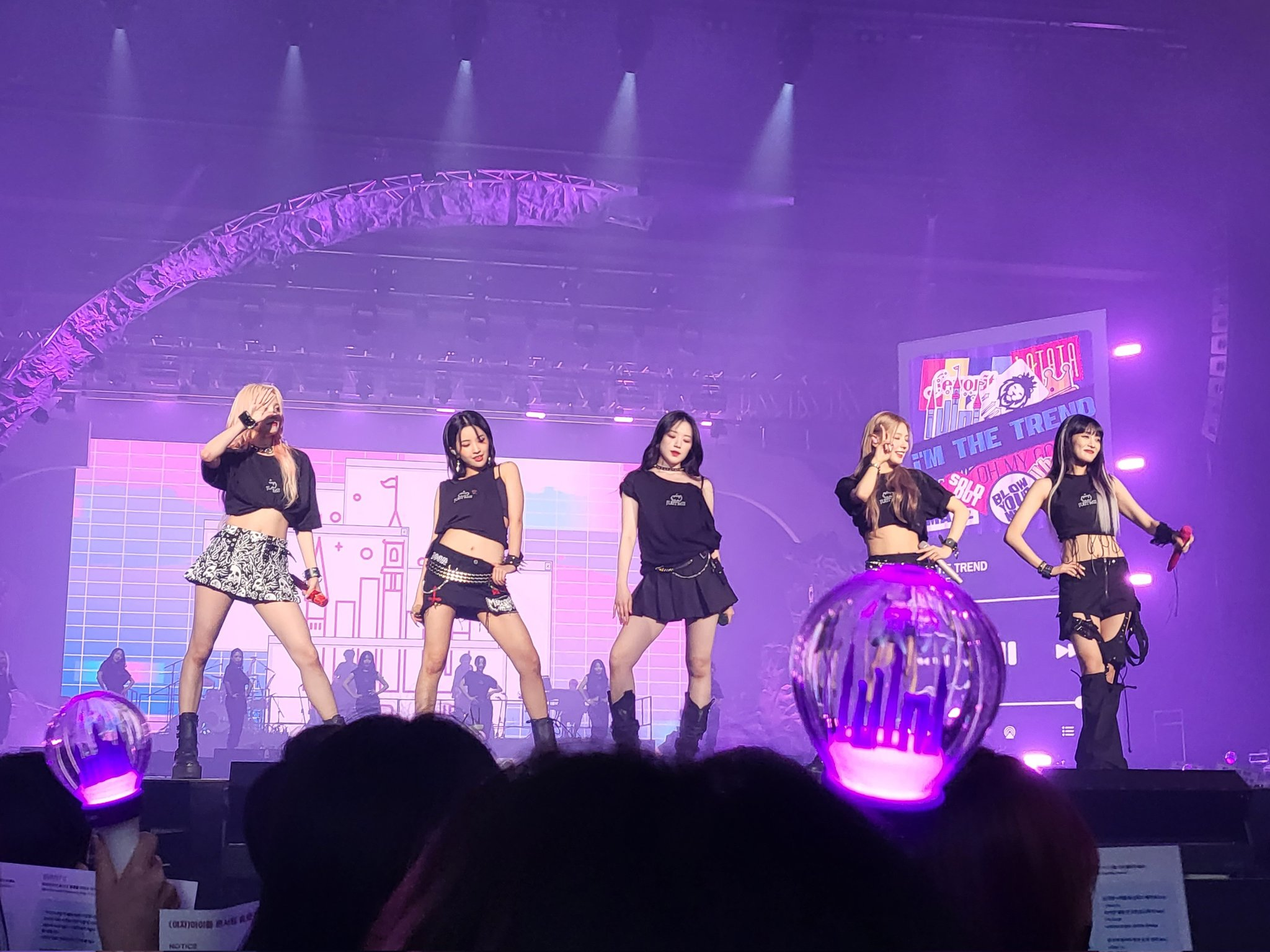
(G)I-dle durante o primeiro dia da Just Me I-dle no dia 17 de junho no Olympic Hall em Seoul.

Em 17 de Janeiro, i-dle se apresentou com 5 membros pela primeira vez durante sua participação na Expo 2020 em Dubai.
Em 24 de Fevereiro, foi anunciado que i-dle retornaria com seu primeiro full álbum de estúdio, I Never Die, sendo "Tomboy" a faixa principal, e em 14 de março é lançado oficialmente. "Tomboy" foi a primeira faixa do grupo a liderar o topo dos charts coreanos, tanto no Gaon Digital Chart, como na K-pop Hot 100 a Billboard da Coréia do Sul, e permaneceu lá por duas, três e duas semanas consecutivas, respectivamente. Em 24 de março o grupo conseguiu alcançar "Perfect All-Kills", onde uma música liderou o top 100 nos principais sites de música nacional. Coletivamente, passou 167 horas, tornando-se o segundo grupo a alcançar PAK naquele ano. Enquanto isso "My Bag", faixa secundária do álbum, tornou-se a faixa não principal mais bem sucedida do grupo chegando a vinte e dois no gráfico semanal Gaon Digital, trinta e quatro no K-pop Hot 100 e nove no gráfico da Billboard da Coréia do Sul. Nesse mesmo mês, o grupo lançou uma versão remix da música "Tomboy" do DJ holandês-marroquino R3hab em 20 de maio. Um vídeo visualizador para este remix foi lançado no canal do YouTube de R3hab no mesmo dia.
Miyeon se tornou a terceira solista do grupo com sua primeira extended play My em 27 de Abril.
(G)I-dle começou sua primeira turnê mundial chamada Just Me ( )I-dle começando na Coréia do Sul, Estados Unidos, Chile, México, Indonésia, Filipinas, Japão e Cingapura. Os ingressos para o show no Olympic Hall no Olympic Park em Seul nos dias 18 e 19 de junho foram esgotados após a abertura da pré-venda dos ingressos. Cube então abriu uma agenda adicional de shows em Seul em 17 de junho, e também esgotou em três minutos. Em 29 de junho, foram adicionados mais dois shows em Bangkok e Kuala Lumpur. Também foi confirmado que i-dle organizaria seu concerto em grupo em Cingapura em 1º de outubro de 2022.

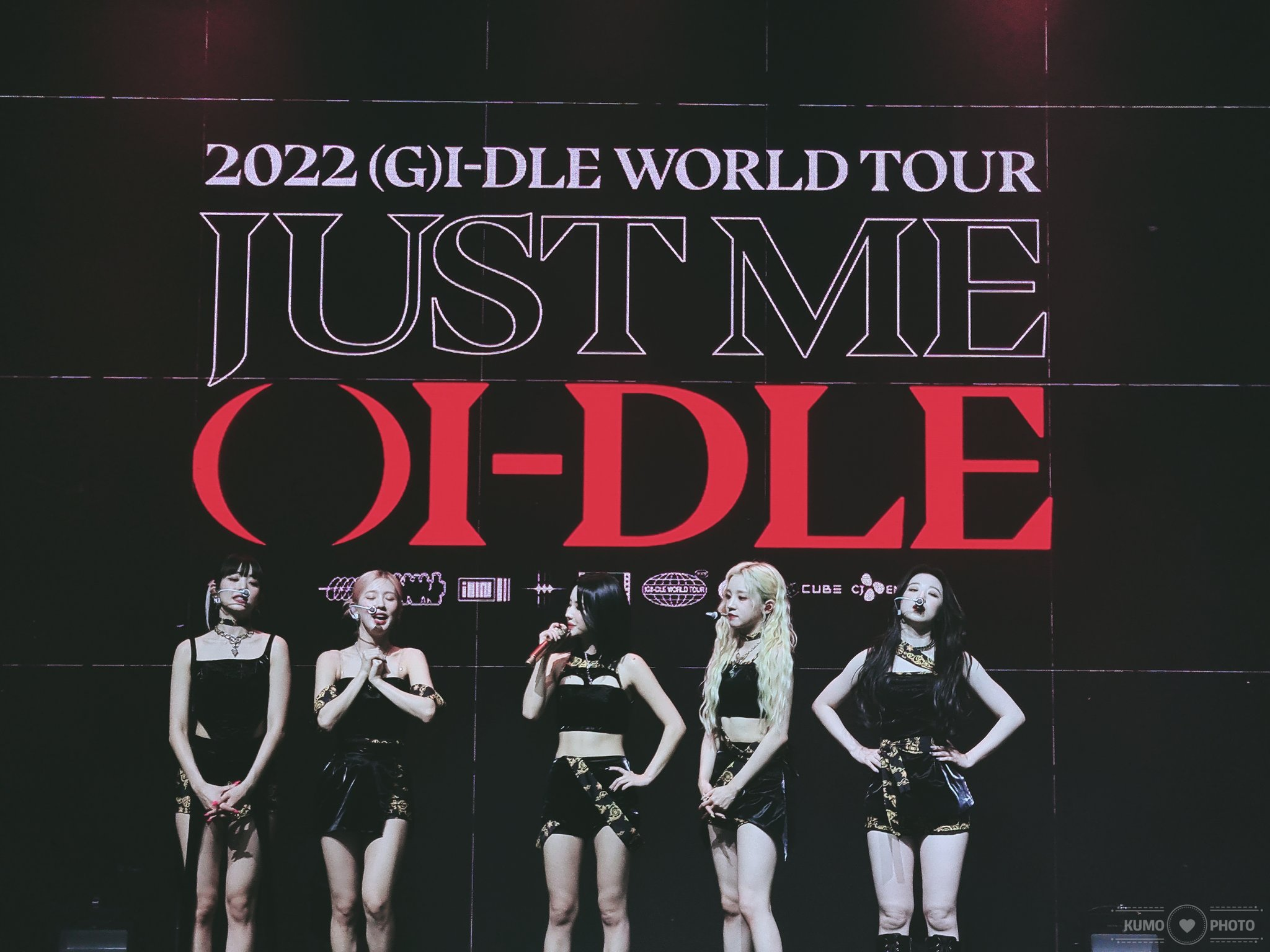
(G)I-dle no Showcenter Complex, Monterrey, Mexico em 14 de agosto de 2022

Em 14 de setembro, foi anunciado que i-dle estava se programando para lançar seu quinto EP coreano, I Love, em 17 de outubro. O álbum tomou a forma de um conceito vintage fazendo referência a Hollywood e foi fortemente inspirado por Marilyn Monroe. O primeiro single, Nxde, liderou todas as paradas em tempo real na Coreia do Sul e alcançou o segundo perfect all-kill (PAK) do grupo em 2022, tornando i-dle o quarto grupo na história do K-pop a ter vários PAKs no mesmo ano, após 2NE1 (2011), Big Bang (2015) and Twice (2016). Em Taiwan, a música liderou a Billboard Taiwan Songs. Nos Estados Unidos, "Nxde" ficou em 39º lugar no Mediabase Top 40 Radio airplay charts e estreou em 40 na parada americana Billboard Pop Airplay, tornando-se o primeiro ato de uma gravadora independente a entrar nas paradas com uma canção não-inglesa. O álbum se tornou um sucesso comercial para o grupo, registrando o número #71 na Billboard 200, ficou em primeiro lugar em 40 países em todo o mundo na categoria iTunes Top Album, ultrapassou 678.000 cópias em vendas iniciais de Chodong e registrou um taxa de crescimento de cerca de 284% em relação ao lançamento anterior. O videoclipe de "Nxde" obteve 24 milhões de visualizações em 24 horas após seu lançamento, e ultrapassou 100 milhões de visualizações no décimo sétimo dia (4 de novembro) de lançamento, quebrando o recorde de menor tempo entre grupos da quarta geração. O videoclipe se tornou o oitavo videoclipe do i-dle a atingir 100 milhões de visualizações, estabelecendo um recorde para o maior número de músicas a atingir esse marco por um grupo feminino de quarta geração. A canção ganhou onze vitórias em programas de música e o primeiro lugar por três semanas consecutivas no Show! Music Core e Inkigayo , tornando-se a música do grupo com mais vitórias superando "Hwaa" (2021). Em 16 de dezembro, i-dle colaborou com Steve Aoki para uma versão remix de "Nxde". Um vídeo visualizador para a música foi lançado no mesmo dia.

## Integrantes
- Miyeon (hangul: 미연), nascida Cho Mi-yeon (hangul: 조미연) em Incheon, Coreia do Sul em 31 de janeiro de 1997 (28 anos).[177] Vocalista principal Visual.
- Minnie (hangul: 민니), nascida Nicha Yontararak (tailandês: มินนี่ ณิชา ยนตรรักษ์) em Bangkok, Tailândia em 23 de outubro de 1997 (27 anos).[178] Vocalista principal.
- Soyeon (hangul: 소연), nascida Jeon So-yeon (hangul: 전소연) em Seongnam, Coreia do Sul em 26 de agosto de 1998 (26 anos).[179] É a rapper principal e líder do grupo subvocalista.[180][181][182]
- Yuqi (hangul: 우기), nascida Song Yuqi (chinês simplificado: 宋雨琦) em Pequim, China em 23 de setembro de 1999 (25 anos).[183] Dançarina principal, subvocalista, rapper principal, rosto do grupo.
- Shuhua (hangul: 슈화), nascida Yeh Shuhua (chinês simplificado: 葉舒華) em Taiwan em 6 de janeiro de 2000 (25 anos).[184] subvocalista, visual, maknae.

### Ex-integrantes
- Soojin (hangul: 수진), nascida Seo Soo-jin (hangul: 서수진) na Coreia do Sul em 9 de março de 1998 (27 anos).[185]

## Filantropia
Em 22 de abril de 2020, i-dle doou 30.000 frascos de desinfetante para as mãos no valor de 100 milhões de wons por meio do Holt Children's Services para crianças e suas famílias para superar o COVID-19 na Coreia do Sul.

## Arte

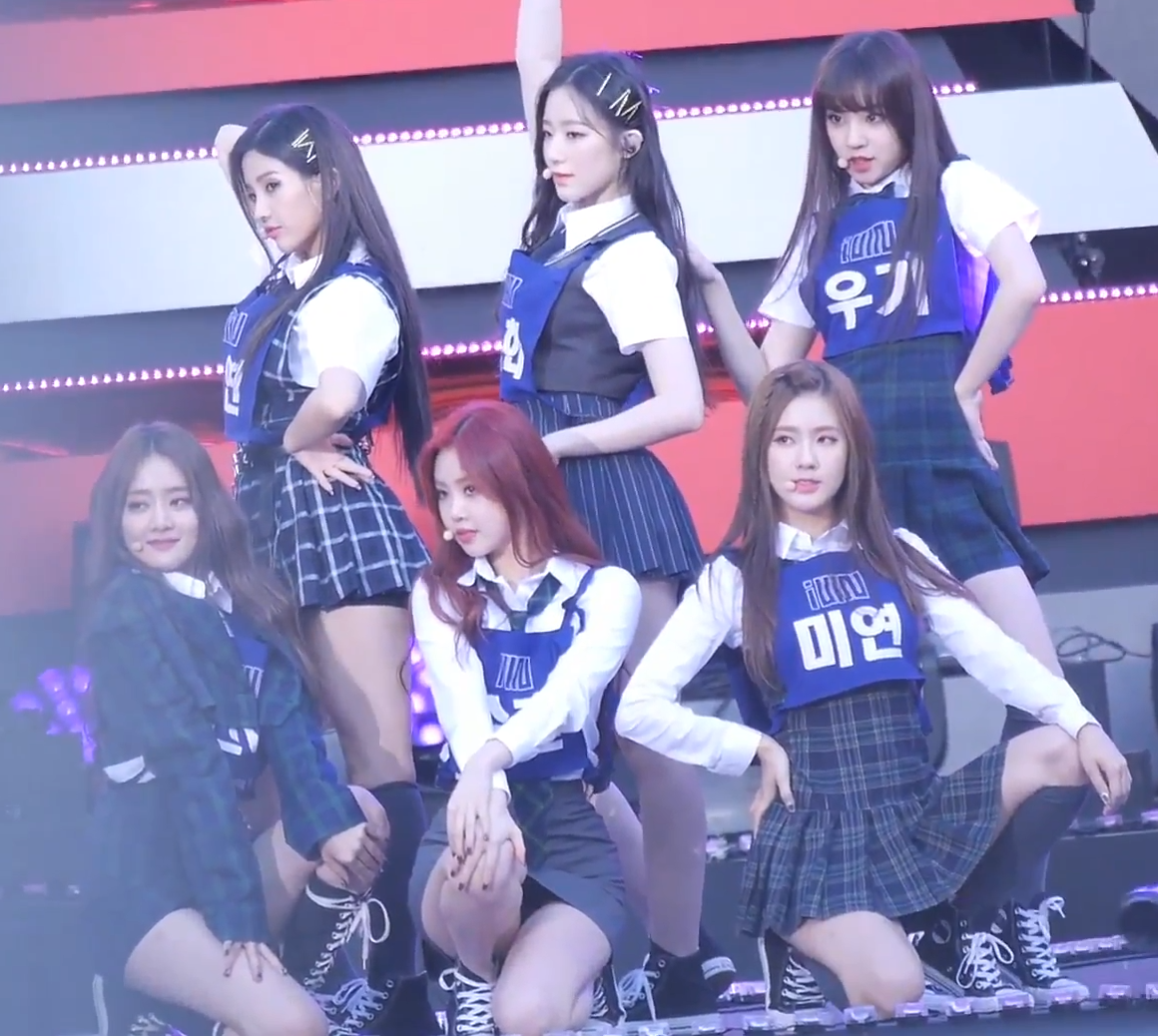
(G)I-dle apresentando seu cover de "Hot Issue" de 4Minute, em setembro de 2018.

### Imagem
i-dle foi elogiado por sua musicalidade e ambiguidade. De acordo com especialistas da indústria e pesquisas de marketing, notou-se que o grupo incorporou o espírito que um grupo como o 2NE1 já teve, mas se adaptou às sensibilidades de hoje.
O grupo tem sido frequentemente reconhecido por ser um grupo feminino de ídolos "autoprodutor" e quebrar estereótipos de ídolos femininos. Sendo o grupo mais jovem a aparecer no Queendom, as integrantes estavam ativamente envolvidas em seus próprios videoclipes, sessões de fotos, arranjos musicais, coreografia e produção de roupas. Em vez de apelar para o sexo oposto com sua feminilidade, sua base de fãs, coletivamente conhecida como "Neverland", tem um grande número de mulheres e meninas. O lançamento de "Oh My God" levou a um aumento no número de ouvintes do sexo feminino no Melon.
Natalie Morin do Refinery29 as descreveu como indivíduos com diferentes energias que se complementam. Ela também as descreveu como "ousadas e sensuais", características que ela afirma os diferenciam de outros grupos femininos de K-pop. Mor.bo nomeou-os como um grupo diverso que não tem medo de tentar estilos musicais diferentes. A revista Elle chamou o grupo de "músicos e artistas independentes", onde os conceitos dos grupos femininos normalmente funcionam dentro de um molde que foi feito por outra pessoa. Chun Yoon-Hye do HeraldPop descreve "(G)I-dle, um grupo cheio de habilidades e confiança [...] gravada em sua presença expressando com sucesso seus conceitos excepcionais durante o Queendom [...] passou de super novatas a girl group tendência."

### Estilo musical e temas
As canções de i-dle cobriram uma grande variedade de gêneros, passando de "Latata" (moombahton trap), "Hann (Alone)" (moombahton), "Senorita" (pop latino), "Uh-Oh" (boom bap), "Oh My God" (hip-hop urbano) e "Dumdi Dumdi" (moombahton tropical).
No gênero K-pop saturado de canções com temas de amor e despedida, o grupo lançou "Lion", uma canção que diverge de uma típica canção de grupo feminino, comparando a dignidade de uma pessoa à dignidade de um leão. Em I Trust, o grupo explora elementos de EDM trap, hip hop e música urbana, com temas de amor próprio e autoconfiança.
Taylor Glasby, da MTV, afirmou que as canções do i-dle estão imersas em sua própria essência - uma casa de espelhos interna e complexa de uma garota que está constantemente sendo quebrada, avaliada, compreendida e refeita, onde um estilo ou som nunca é suficiente para refletirem quem eles são. i-dle são as batidas tropicais atraentes e os estalos de dedo tímidos de "Latata" e o sinistro gancho assobiado de "Hann (Alone)". Elas também são as harmonias pensativas e o latejar lento do baixo na balada infundida com R&B "Put It Straight", as palavras caprichosas pintadas sobre a música house de "What's In Your House" e até mesmo o tango de "Senorita". Suas letras recuam, eles acenam. Eles podem ser indiferença enfadonha ou desejo aguçado. Escrevendo para o Herald Pop, Kim Na-yul descreveu o gênero de i-dle que só pode ser apresentado por elas e causou uma boa impressão ao público. A revista do Melon descreveu a música de i-dle geralmente como "A singularidade é a arma mais poderosa de i-dle." O jornalista do Korea JoongAng Daily, Yoo Seong-woon, elogiou o grupo por combinar diferentes elementos de várias fontes em uma mistura única de conceitos e criar algo novo e fresco para a cena K-pop. A canção de verão de i-dle, "Dumdi Dumdi", foi elogiada por ter carregado o legado das canções de verão.

### Apresentações no palco
O grupo também foi elogiado por sua presença de palco durante apresentações como o palco dourado do MMA 2018, uma reminiscência de Cleópatra, e o palco do MAMA 2018 se apresentando com dezenas de dançarinas para enfatizar a imagem feminina. Também é afirmado que sua performance para Caixa de Fan-dora foi "outra fase lendária" devido à atuação emocional das integrantes, onde expressaram "raiva em tristeza". i-dle deu sua última apresentação no Queendom, "Lion" (com a história de Leão narrada por Minnie), dançando em mantos dourados ricamente decorados com uma juba de leão, e terminou com uma manada de leões [dançarinos] seguindo i-dle aos seis tronos. O palco foi descrito como "de classe mundial" e "lendário". Isso resultou no grupo ganhando vários prêmios de perfomance, incluindo Golden Disc Awards.

## Impacto e influências

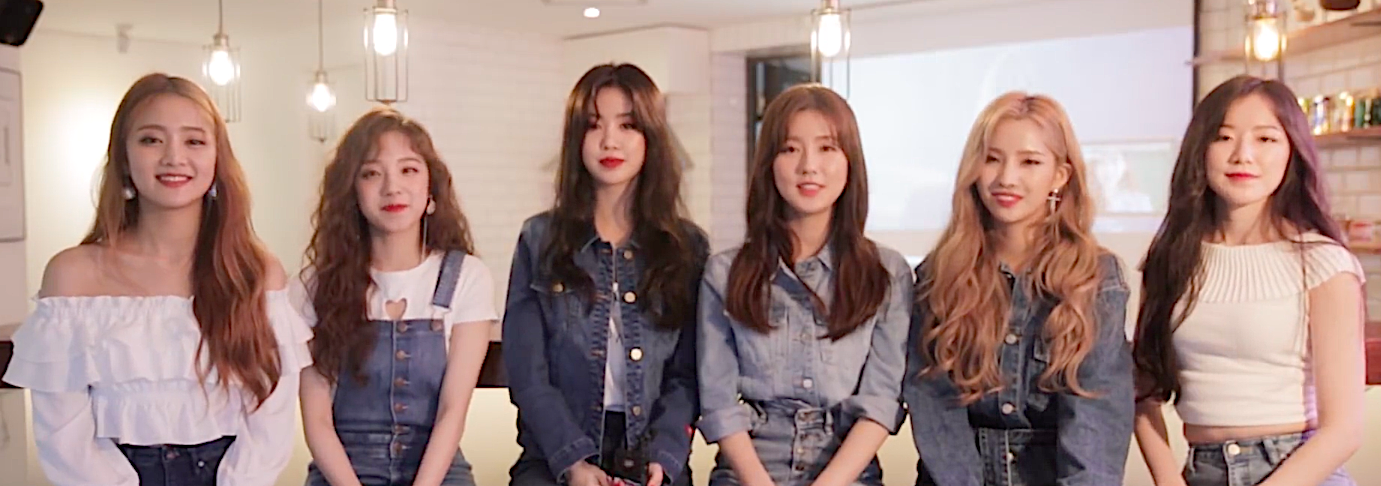
(G)I-dle para a sessão de fotos da Ten Star, em julho de 2018.

Em maio de 2018, o grupo revelou que considera Hyuna, uma veterana (à época, da mesma agência, Cube Entertainment), como um modelo a seguir. Yuqi disse: "Eu cresci sonhando em me tornar uma cantora depois de ver Hyuna. Eu quero me tornar uma cantora sexy e fofa como [ela]. Minha mãe tocava a sua música durante a pré-escola. Isso parece ter me influenciado." Shuhua disse: "Desde e eu era novaem, adoro dançar com meus amigos. Quero subir no palco juntos."
O grupo é reconhecido por seu reconhecimento de marca e poder de marketing, tendo liderado a lista "Classificação de Reputação de Marcas de Girl Groups" publicada pelo Korean Business Research Institute, em junho e setembro de 2018. Seu índice de reputação de marca mais alto foi em setembro de 2018. i-dle foi apelidado de "rookies monstros" de 2018. A Billboard as classificou no topo de sua lista como os melhores novos atos de K-pop de 2018. Foi relatado que as vendas de música da Cube em 2018 aumentaram 58% para 8,8 bilhões de wons devido à popularidade de "Latata" e "Hann (一)" de i-dle.
Em 2019, i-dle ganhou mais reconhecimento do público em geral depois de aparecer no Queendom. A apresentação de sua música final "Lion" foi considerada um dos maiores momentos de K-pop de 2019 pela CTV News. Isso resultou na liderança da "Classificação de Reputação de Marcas de Girl Groups" novamente por dois meses consecutivos, outubro e novembro de 2019. A Rolling Stone India incluiu "Lion" em sua lista dos 10 melhores videoclipes de K-pop de 2019. A música foi considerada "uma das faixas mais viscerais de 2019" e ficou no topo da lista entre 920 músicas lançadas em 2019.
Em janeiro de 2020, i-dle foi eleito um dos cantores/grupos mais esperados em 2020 com base em pesquisas de várias agências de música coreanas, emissores e funcionários de programas, compositores e críticos de música popular. Em fevereiro, o grupo alcançou o primeiro lugar na classificação de reputação de marcas com os tópicos mais interagidos, "Lion" e turnê mundial. De acordo com a Hyundai Motors Investment Firm, durante a pandemia de COVID-19, as ações da Cube aumentaram 36,67% devido ao crescimento de i-dle com "Oh My God". Em 13 de agosto, a Cube divulgou um relatório de seus ganhos no segundo trimestre do ano. As vendas nos setores de gravação e transmissão aumentaram 349% (2 bilhões de wons) em relação ao ano anterior devido a I Trust, que vendeu 151.108 cópias, o sucesso de I-Land: Who Am I e Dumdi Dumdi arrecadando 98.587 vendas de álbuns. No mesmo mês, elas alcançaram 500 milhões de streams cumulativamente no Spotify. Elas são o primeiro girl group de K-pop da quarta geração e o quinto na carreira de girl group de K-pop em cerca de dois anos e três meses após sua estreia. Em 26 de agosto, foi relatado que elas foram o primeiro grupo de K-pop a ser entrevistado pela Forbes China depois que uma entrevista em vídeo foi lançada através da conta oficial da Forbes no Weibo.
A integridade de i-dle e a quebra de estereótipos de ídolos influenciaram artistas mulheres, como Park Su-bin de Dal Shabet.
A integrante Soojin saiu do grupo, no início de 2021 celebridades foram acusadas de praticar Bullying na escola, Soojin foi uma delas e foi o motivo de saída da Soojin no dia 14 de agosto de 2021

## Outros empreendimentos

### Embaixadoras
A Cidade Metropolitana de Seul nomeou i-dle como embaixadoras da boa vontade da cidade ao lado de Yura, Park Jin-hee e outros oito indicados em 6 de dezembro de 2018. Elas detiveram o título de "Embaixadoras da Cidade" por dois anos. No décimo Festival Anual de Celebração de Diabetes Infantil realizado no Lotte World Underground Kingdom em 8 de junho de 2019, em Eunpyeong-gu, Seul, elas foram premiadas como os novos embaixadoras da Associação Coreana de Diabetes Infantil.

### Endossos
Em 2019, i-dle começou a endossar Kaja, uma marca de beleza co-criada pela Sephora e Memebox para criar uma nova forma combinando K-beauty e K-pop. Por meio da parceria, foram lançados o reality show To Neverland e o videoclipe de "Senorita".
Em 2020, Akiii Classic selecionou i-dle como novas modelos para reforçar a sensibilidade da cultura da Geração Z e as tendências pioneiras na imagem da marca. No início de abril de 2020, i-dle foi revelado como um grupo de modelo promocional para a maior marca de lentes de contato da Coreia do Sul, LensMe. Um representante da LensMe explicou que a música única do grupo e as performances carismáticas no palco combinavam bem com sua imagem de empresa "Básico, Moderno, Fácil". Ao escolher i-dle como suas modelos, a marca de alta moda LipHop, emergindo entre os jovens predominantemente na Coreia, Estados Unidos, Tailândia e Japão, afirmou que considerava o grupo "artistas globais que ostentam música confiante e  visuais atraentes".

## Filmografia

### Programas de variedade
| Ano  | Título                        | Canal        | Ref.    |
| ---- | ----------------------------- | ------------ | ------- |
| 2019 | Queendom                      | Mnet         | [ 67 ]  |
| 2020 | Life Co LTD (인생주식회사)    | Lifetime     | [ 244 ] |
| 2020 | Idol Workshop (아이돌 워크숍) | U+ Idol Live | [ 245 ] |

### Reality shows
| Ano           | Título                                          | Episódios       | Canal             |
| ------------- | ----------------------------------------------- | --------------- | ----------------- |
| 2018–presente | (G)I-dle: I-Talk                                | Em andamento    | V Live, YouTube   |
| 2018          | (G)I-dle: Vlog in New York                      | 3               | V Live            |
| 2019          | To Neverland                                    | 6               | M2, Naver TV Cast |
| 2019          | (G)I-dle: Little but Certain Happiness (소확행) | 4               | V Live, YouTube   |
| 2020          | (G)I-dle: Secret Folder (유출금지)              | 4 + 4 especiais | 1theK Originals   |
| 2020          | #HASHTALK                                       | Em andamento    | YouTube           |
| 2020          | (G)I-DLE LIVE: 아이들라이브                     | 5               | YouTube Live      |
| 2020          | (G)I-dle X Star Road                            | 10              | V Live            |
| 2020          | Never Ending Neverland (네버엔딩 네버랜드)      | 5               | Cube TV           |

## Concertos e turnês

### Concerto principal
- 2020 (G)I-dle Online Concert 'I-Land: Who Am I' (2020)

## Prêmios e indicações
i-dle recebeu sua primeira vitória em um programa musical no The Show da SBS MTV com "Latata" em 22 de maio de 2018. Elas ganharam seu primeiro prêmio de novo artista, "Ídolo Feminino Revelação do Ano", em 24 de julho de 2018, no Brand of the Year Awards, e receberam um total de sete prêmios de revelação em várias cerimônias de premiação em seu ano de estreia. Em 2020, elas receberam uma indicação para Melhor Vídeo K-Pop no MTV Video Music Awards.